# Villecerf
Villecerf [vilsɛʁ(f)]  est une commune française située dans le département de Seine-et-Marne en région Île-de-France.

## Géographie

### Localisation

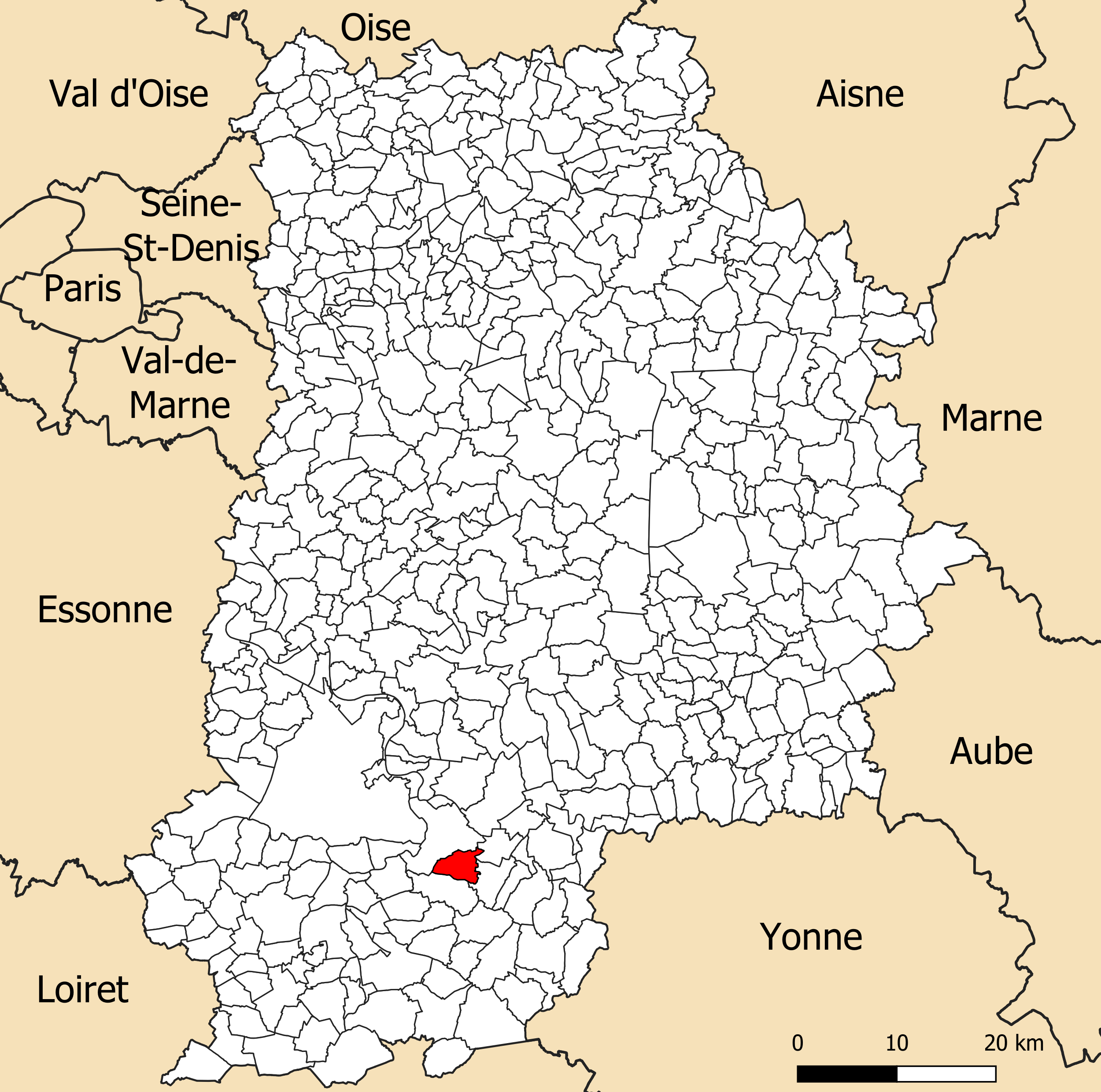
Localisation de la commune de Villecerf dans le département de Seine-et-Marne.

Villecerf est à 6 km au sud de Moret-sur-Loing sur la rive gauche de la rivière l'Orvanne.

### Communes limitrophes
| Moret-Loing-et-Orvanne | Moret-Loing-et-Orvanne | Ville-Saint-Jacques |
| Moret-Loing-et-Orvanne | Villecerf              |                     |
| Villemer               |                        | Dormelles           |

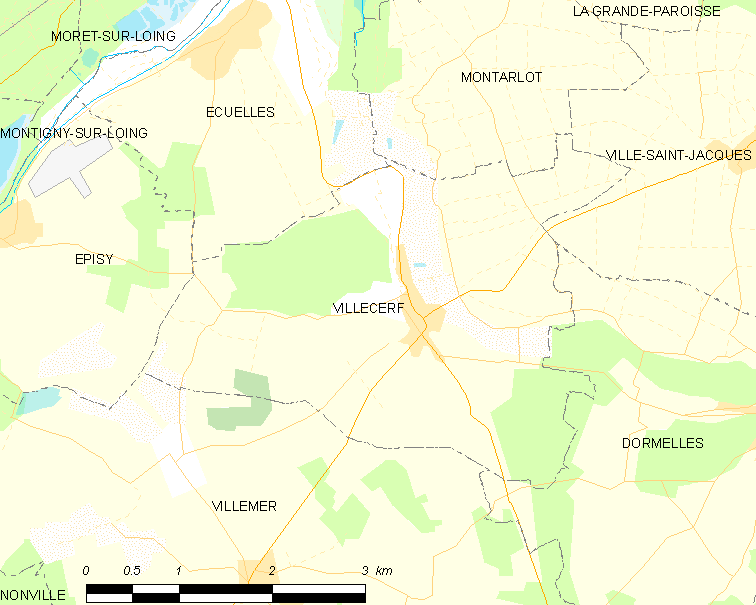
Carte de la commune.
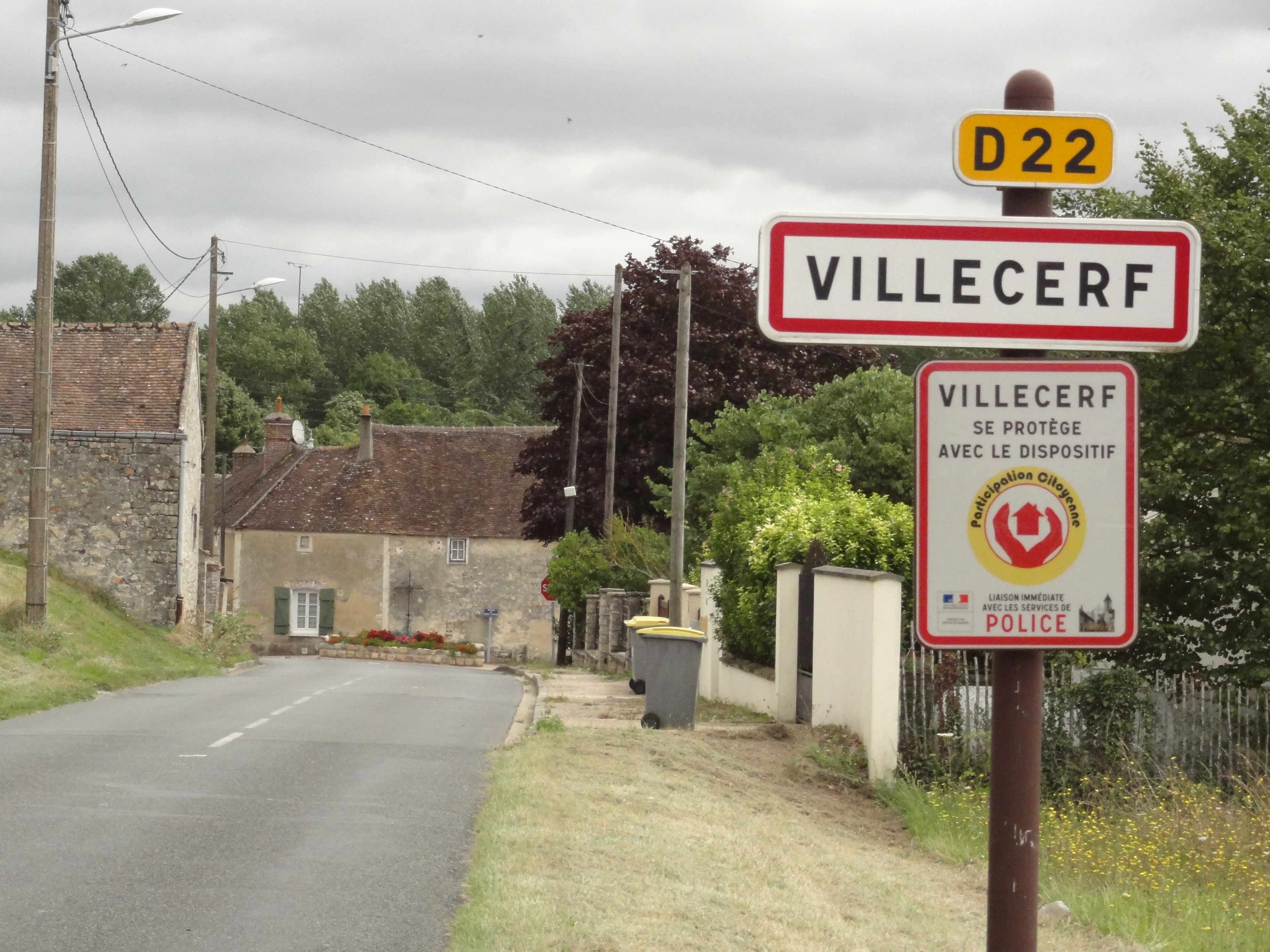
Entrée de l'agglomération.

### Géologie et relief
L'altitude de la commune varie de 60 mètres à 139 mètres pour le point le plus haut, le centre du bourg se situant à environ 68 mètres d'altitude (mairie). Elle est classée en zone de sismicité 1, correspondant à une sismicité très faible.

### Hydrographie

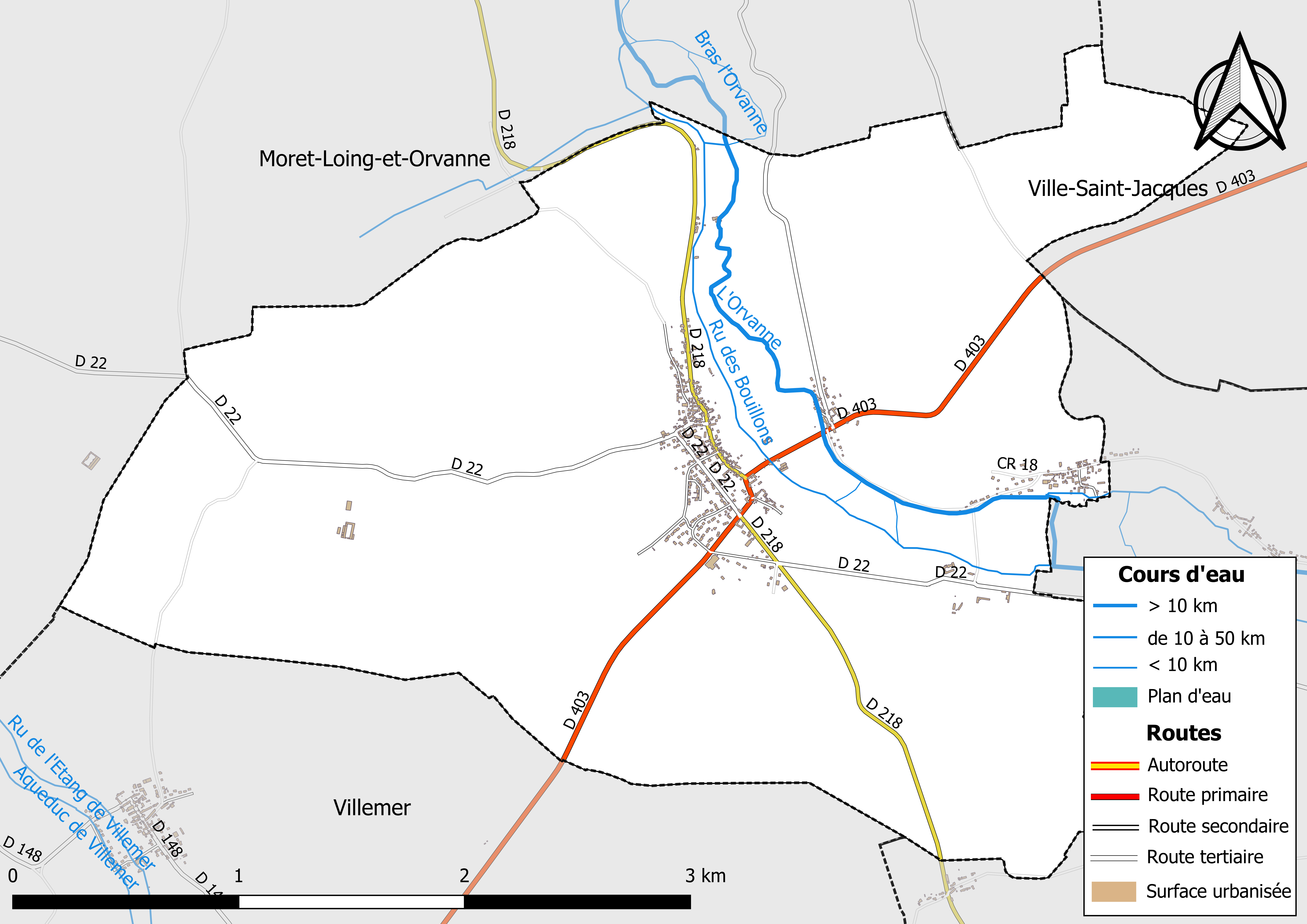
Carte des réseaux hydrographique et routier de Villecerf.

Le réseau hydrographique de la commune se compose de sept cours d'eau référencés :
- la rivière Orvanne, longue de 38,84 km[3], affluent du Loing, ainsi que :
  - un bras de 0,10 km[4] ;
  - un bras[5] de 0,16 km[6] ;
  - un bras[5] de 0,73 km[7] ;
- le ru de la Fontaine, 1,06 km[8], et ;
- le ru des Bouillons, 3,65 km[9], affluents de l'Orvanne, ainsi que :
  - un bras[5] de 0,21 km[10].

La longueur totale des cours d'eau sur la commune est de 7,12 km.

### Climat
Pour des articles plus généraux, voir Climat de l'Île-de-France et Climat de Seine-et-Marne.
En 2010, le climat de la commune est de type climat océanique dégradé des plaines du Centre et du Nord, selon une étude du CNRS s'appuyant sur une série de données couvrant la période 1971-2000. En 2020, Météo-France publie une typologie des climats de la France métropolitaine dans laquelle la commune est exposée à un climat océanique altéré et est dans la région climatique Nord-est du bassin Parisien, caractérisée par un ensoleillement médiocre, une pluviométrie moyenne régulièrement répartie au cours de l’année et un hiver froid (3 °C).
Pour la période 1971-2000, la température annuelle moyenne est de 11,2 °C, avec une amplitude thermique annuelle de 15,5 °C. Le cumul annuel moyen de précipitations est de 757 mm, avec 11,4 jours de précipitations en janvier et 7,5 jours en juillet. Pour la période 1991-2020, la température moyenne annuelle observée sur la station météorologique la plus proche, située sur la commune de La Brosse-Montceaux à 13 km à vol d'oiseau, est de 12,0 °C et le cumul annuel moyen de précipitations est de 652,9 mm,. Pour l'avenir, les paramètres climatiques de la commune estimés pour 2050 selon différents scénarios d'émission de gaz à effet de serre sont consultables sur un site dédié publié par Météo-France en novembre 2022.

### Milieux naturels et biodiversité

#### Espaces protégés
La protection réglementaire est le mode d’intervention le plus fort pour préserver des espaces naturels remarquables et leur biodiversité associée,.
Deux espaces protégés sont présents dans la commune : 
- la zone centrale de la réserve de biosphère « Fontainebleau et Gâtinais », créée en 1998 et d'une superficie totale de 150 544 ha (46 056 ha pour la zone centrale). Cette réserve de biosphère, d'une grande biodiversité, comprend trois grands ensembles : une grande moitié ouest à dominante agricole, l’emblématique forêt de Fontainebleau au centre, et le Val de Seine à l’est. La structure de coordination est l'Association de la Réserve de biosphère de Fontainebleau et du Gâtinais, qui comprend un conseil scientifique et un Conseil Education, unique parmi les Réserves de biosphère françaises[20],[21].
- la zone de transition de la réserve de biosphère « Fontainebleau et Gâtinais », créée en 1998 et d'une superficie totale de 150 544 ha (95 595 ha pour la zone de transition). Cette réserve de biosphère, d'une grande biodiversité, comprend trois grands ensembles : une grande moitié ouest à dominante agricole, l’emblématique forêt de Fontainebleau au centre, et le Val de Seine à l’est. La structure de coordination est l'Association de la Réserve de biosphère de Fontainebleau et du Gâtinais, qui comprend un conseil scientifique et un Conseil Education, unique parmi les Réserves de biosphère françaises[20],[22].

#### Zones naturelles d'intérêt écologique, faunistique et floristique
L’inventaire des zones naturelles d'intérêt écologique, faunistique et floristique (ZNIEFF) a pour objectif de réaliser une couverture des zones les plus intéressantes sur le plan écologique, essentiellement dans la perspective d’améliorer la connaissance du patrimoine naturel national et de fournir aux différents décideurs un outil d’aide à la prise en compte de l’environnement dans l’aménagement du territoire.
Le territoire communal de Villecerf comprend trois ZNIEFF de type 1,, : 
- les « Coteaux de Beauregard à l'Échafaud » (16 ha), couvrant 2 communes du département[24] ;
- la « Fondoire » (1,66 ha)[25],
- la « Montagne de Trin et Roche du Saut » (171,95 ha)[26] ;

et deux ZNIEFF de type 2, : 
- la « vallée de l'Orvanne entre Villecerf et Flagy » (387,65 ha), couvrant 3 communes du département[27] ;
- la « vallée du Lunain entre Episy et Lorrez-Le-Bocage » (1 224,01 ha), couvrant 9 communes du département[28].

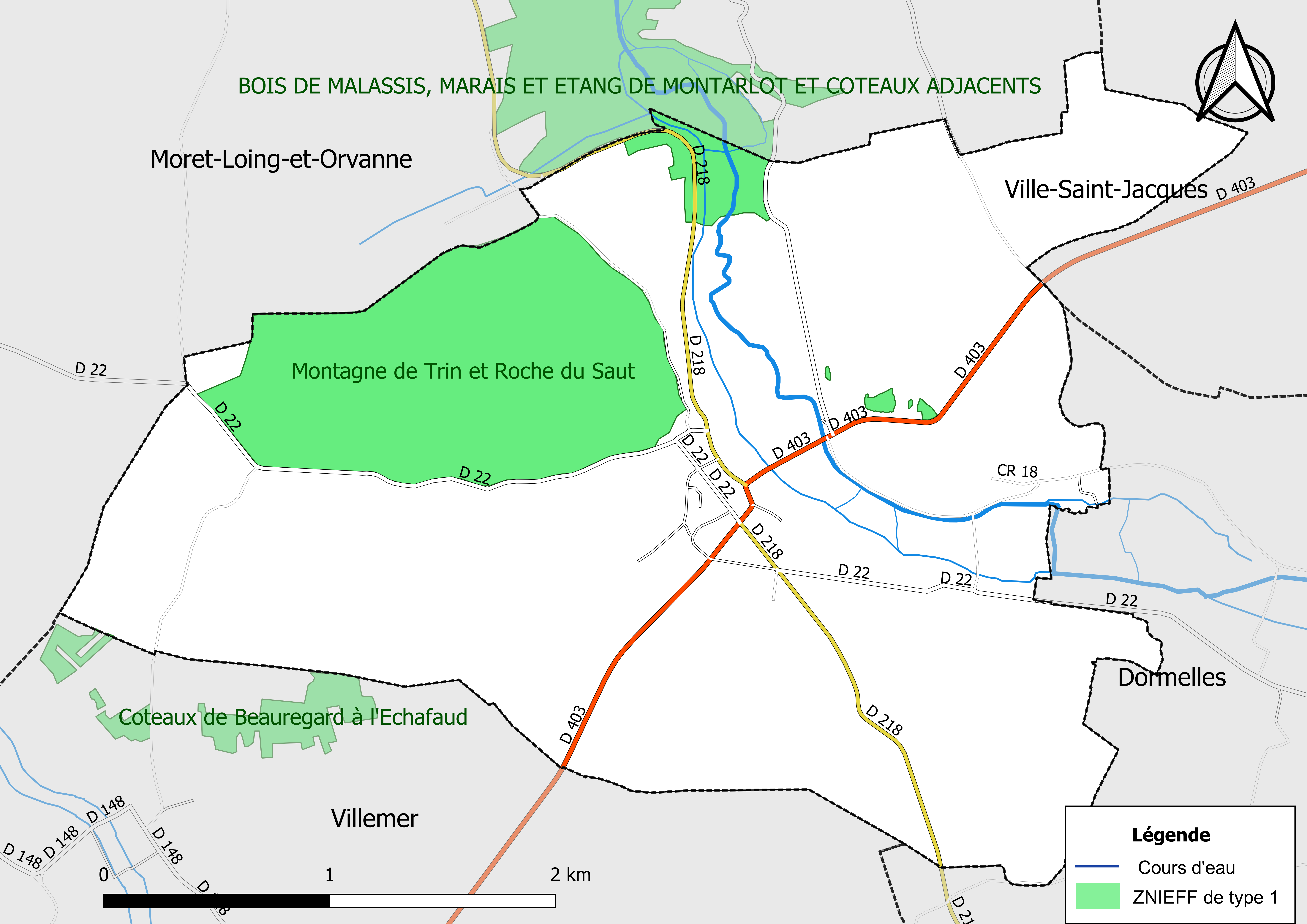
Carte des ZNIEFF de type 1 de la commune.
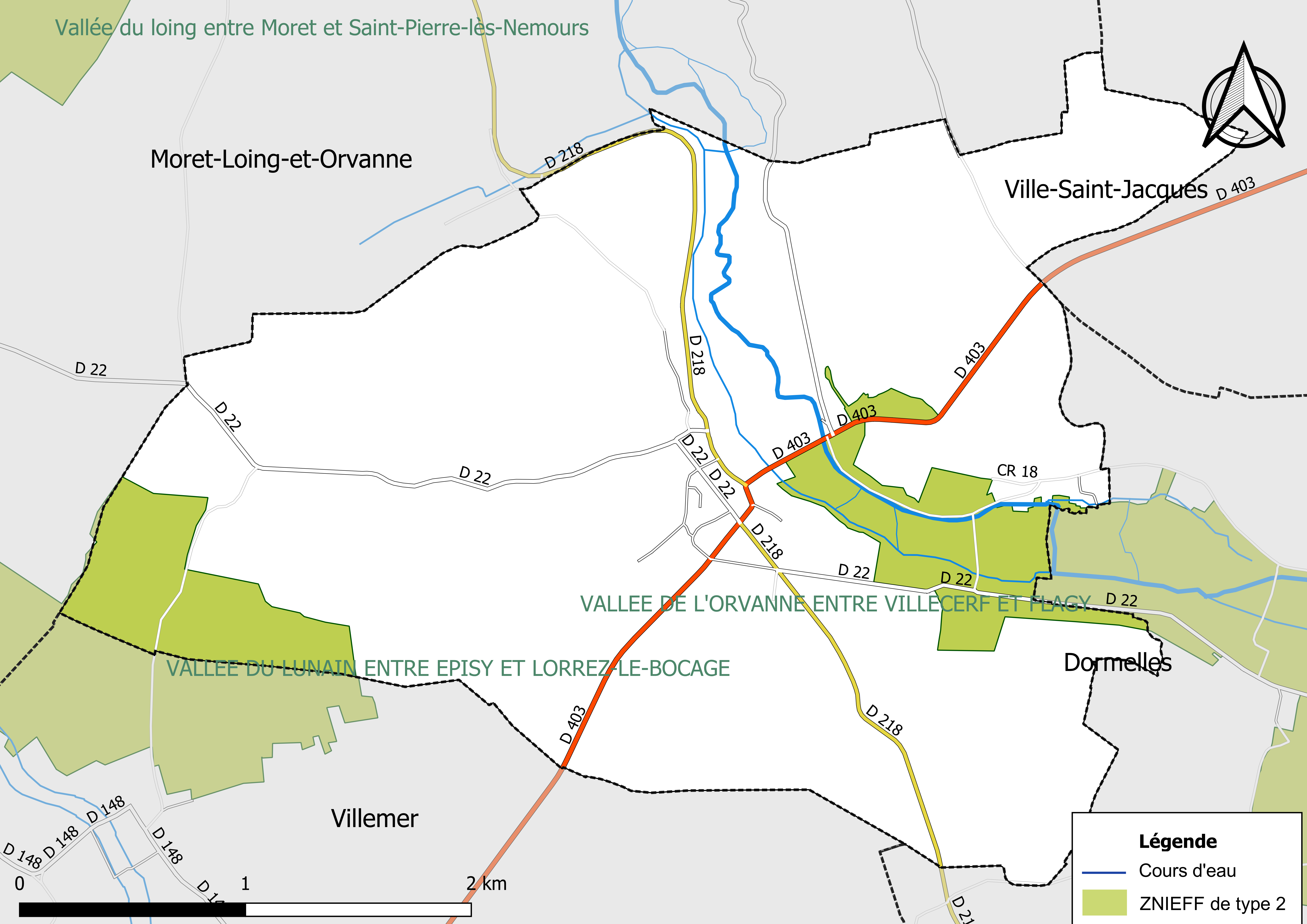
Carte des ZNIEFF de type 2 de la commune.

## Urbanisme

### Typologie
Au 1er janvier 2024, Villecerf est catégorisée commune rurale à habitat dispersé, selon la nouvelle grille communale de densité à sept niveaux définie par l'Insee en 2022.
Elle est située hors unité urbaine. Par ailleurs la commune fait partie de l'aire d'attraction de Paris, dont elle est une commune de la couronne,. Cette aire regroupe 1 929 communes,.

### Lieux-dits et écarts
La commune compte 60 lieux-dits administratifs répertoriés consultables ici (source : le fichier Fantoir) dont La Fondoire, Pilliers, le parc de Saint-Ange, le Clos de Trin.

### Occupation des sols
L'occupation des sols de la commune, telle qu'elle ressort de la base de données européenne d’occupation biophysique des sols Corine Land Cover (CLC), est marquée par l'importance des territoires agricoles (74,2 % en 2018), une proportion sensiblement équivalente à celle de 1990 (74,4 %). La répartition détaillée en 2018 est la suivante : 
terres arables (60,5% ), forêts (23% ), zones agricoles hétérogènes (13,7% ), zones urbanisées (2,8 %).
Parallèlement, L'Institut Paris Région, agence d'urbanisme de la région Île-de-France, a mis en place un inventaire numérique de l'occupation du sol de l'Île-de-France, dénommé le MOS (Mode d'occupation du sol), actualisé régulièrement depuis sa première édition en 1982. Réalisé à partir de photos aériennes, le Mos distingue les espaces naturels, agricoles et forestiers mais aussi les espaces urbains (habitat, infrastructures, équipements, activités économiques, etc.) selon une classification pouvant aller jusqu'à 81 postes, différente de celle de Corine Land Cover,,. L'Institut met également à disposition des outils permettant de visualiser par photo aérienne l'évolution de l'occupation des sols de la commune entre 1949 et 2018.

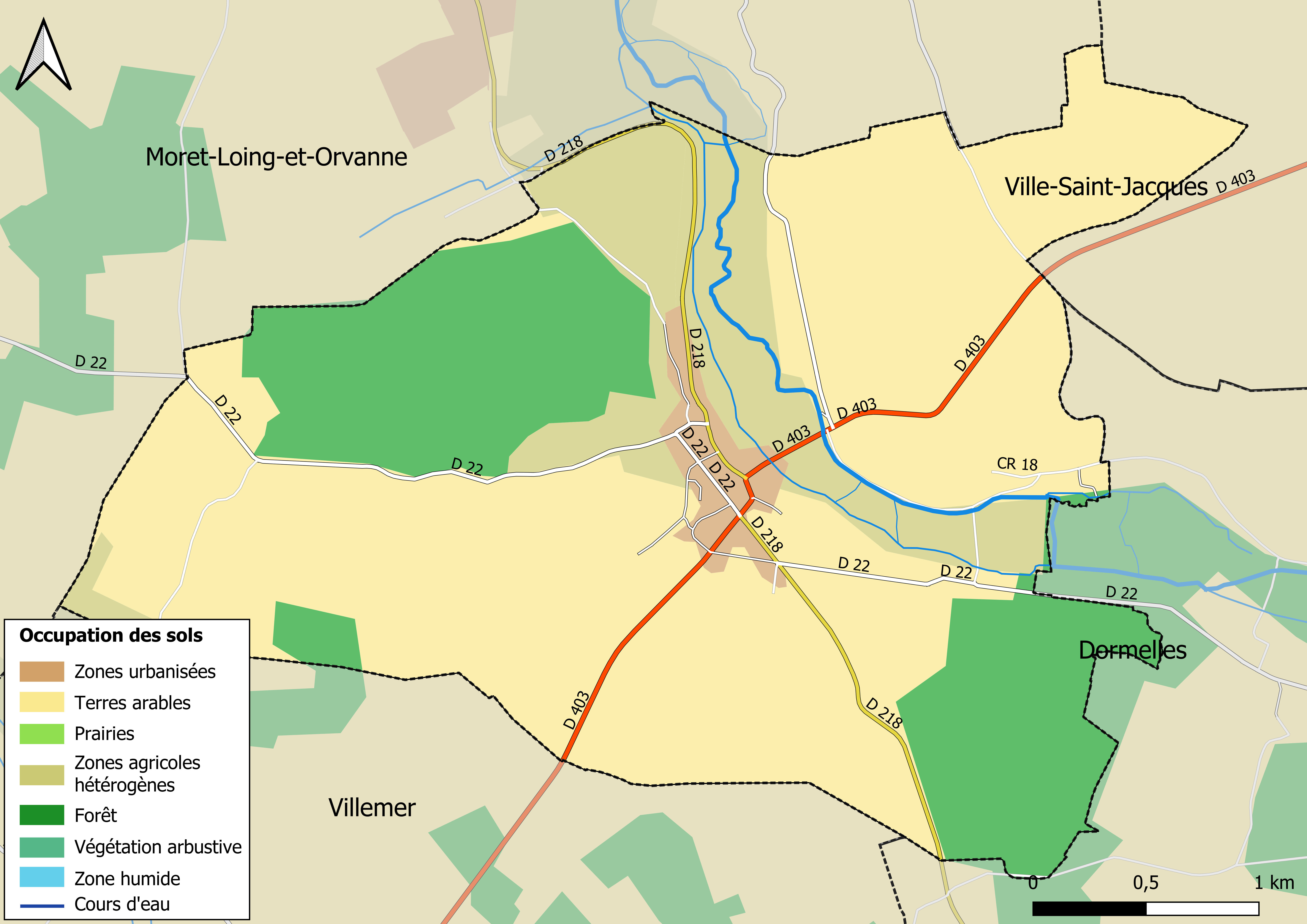
Carte des infrastructures et de l'occupation des sols en 2018 (CLC) de la commune.
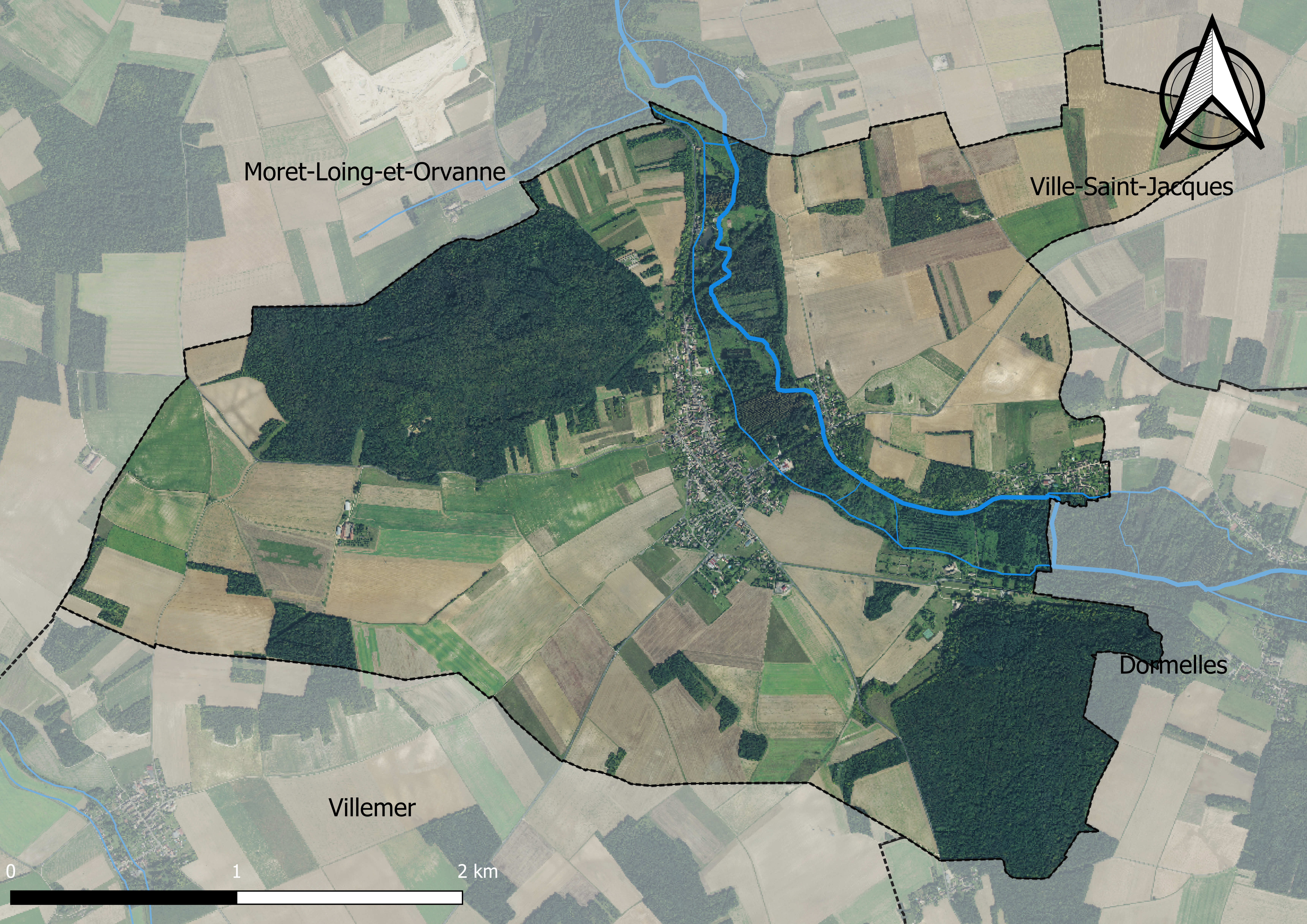
Carte orhophotogrammétrique de la commune.

### Planification
La loi SRU du 13 décembre 2000 a incité les communes à se regrouper au sein d’un établissement public, pour déterminer les partis d’aménagement de l’espace au sein d’un SCoT, un document d’orientation stratégique des politiques publiques à une grande échelle et à un horizon de 20 ans et s'imposant aux documents d'urbanisme locaux, les PLU (Plan local d'urbanisme). La commune est dans le territoire du SCOT Seine et Loing, dont le projet a été arrêté le 3 juillet 2019, porté par le syndicat mixte d’études et de programmation (SMEP) Seine et Loing rassemblant à la fois 44 communes et trois communautés de communes.
La commune disposait en 2019 d'un plan local d'urbanisme en révision. Le zonage réglementaire et le règlement associé peuvent être consultés sur le Géoportail de l'urbanisme.

### Logement
En 2016, le nombre total de logements dans la commune était de 348 dont 98,9 % de maisons et 1,1 % d'appartements.
Parmi ces logements, 86,2 % étaient des résidences principales, 8,3 % des résidences secondaires et 5,5 % des logements vacants.
La part des ménages fiscaux propriétaires de leur résidence principale s'élevait à 90 % contre 8,7 % de locataires et 1,3 % logés gratuitement.

### Voies de communication et transports

#### Transports
La commune est desservie par les lignes d'autocars No 18A (Saint-Pierre-les-Nemours - Montereau-Fault-Yonne) et No 18C (Saint-Pierre-lès-Nemours – Varennes-sur-Seine) du réseau de bus Vallée du Loing - Nemours et No 206 (Villecerf – Champagne-sur-Seine) du réseau de bus Fontainebleau - Moret.

## Toponymie
Le nom de la localité est mentionné sous les formes Villeser en 1230 ; Villaserva en 1261 ; Villeseur en 1287 ; Villecer et Villeceir en 1385 ; Villasarius ; Villercerf ; Train et Saint Angeu ;  Ville Cerf en 1793 ; Villecerf en 1801.
Le cerf est un gibier royal pour la chasse à courre. Les noms où apparaissent le cerf sont proches des taillis domaniaux. Villecerf faisait partie du Gâtinais, rattaché au royaume de France en 1061, sous le règne de Philippe Ier.

## Histoire
Les documents les plus anciens mis au jour aujourd'hui sont du XIe siècle. Aucun document direct n'a été trouvé.
Villecerf faisait partie du Gâtinais, rattaché au royaume de France en 1061, sous le règne de Philippe Ier.
À cette période, la paroisse de Villecerf va dépendre de l'archevêché de Sens. Villecerf comprend nombre de fiefs et arrière fiefs : Villecerf qui donne donc son nom à la paroisse, Bezelet, La Motte aux Ratheaux, Le Dy, Pilliers qui sont tenus par des familles locales, qui toutes s'éteindront avant le XIVe siècle, plusieurs d'entre elles à la Croisade et un monastère Grandmontain Saint-Étienne de Trin.
La paroisse de Villecerf comprend alors plusieurs châteaux et mottes féodales.
À la suite des épidémies de peste du XIVe siècle et de la disparition de ces familles tenant fief, comme d'ailleurs nombre de familles du circonvoisinage, l'archevêché de Sens remodèlera l'emprise des paroisses. C'est ainsi que l'emprise du monastère de Trin sera inscrite dans la paroisse de Villecerf, alors qu'il dépendait primitivement de la paroisse de Villemer.
Villecerf ne sera pas mentionnée dans la prisée de 1332.
De cette première période de son histoire, où sera construit dans la fin du XIIe siècle la première église paroissiale, il en reste des vestiges, et surtout des vestiges de décorations d'une extrême qualité : pierres sculptées, culs-delampe faits d'angelots ou de diables...
Les seigneurs de Villecerf disparus au XIIe siècle, la seigneurie et ses droits seigneuriaux seront acquis par les grandes abbayes parisiennes, puis par des familles du parlement de Paris, jusqu'à son achat par François le Charron, chevalier, 1er baron de Saint-Ange, vicomte d’Orval, baron d’Encours, trésorier général de l’extraordinaire des guerres, premier maître-d’hôtel de la reine, conseiller du roi en tous ses conseils. François le Charron, détenteur des droits de justice de la seigneurie de Villecerf, qui avaient été rétablis pour Anne de Pisseleu duchesse d'Étampes en 1537, fera rétablir les fourches patibulaires alors à trois piliers en fourches à deux piliers, à la limite des deux seigneuries, celle de Saint-Ange où il résidait dans son château de Saint-Ange et celle de Villecerf. Ces fourches patibulaires resteront en place jusqu'à la Révolution. Elles étaient placées au lieu-dit plus tard le Bois des Couardes, peut-être à cause de l'effroi qu'elles suscitaient.
François Le Charron augmentera les jardins d'eaux de Saint-Ange alimentés par la rivière de l'Orvanne, pour rivaliser avec ceux établis en amont à Dormelles, et en aval à Ravannes.
L'exceptionnelle plaque tombale de François Ier Le Charron mort en 1651, est dans l'église Saint-Martin de Villecerf, où malheureusement elle se trouve, faute de soins appropriés, en grand danger.
La seigneurie de Saint-Ange devenue baronnie en 1628 puis marquisat en 1652 sera démantelée en 1790 lors de la création des communes. Le château et le finage de l'ancien fief de Beaumont sont alors attachés à la commune de Villecerf, tandis que les parties nord et est de la seigneurie sont rattachées au village voisin de Dormelles, avec son château fort de Challeau, l'ancien siège des droits seigneuriaux de la seigneurie de Challeau.
Une route construite lors de la réalisation des « grands chemins de communication » sous la Restauration, en l'espèce celle de Montigny à Voulx, l'actuelle départementale D 22, sépare le château de Saint-Ange de son jardin nord, en passant au pied même des murs des terrasses.
Des champs de pylônes électriques à très haute tension sur trois unités en champ, défigurent la plaine de Villecerf, en séparant maintenant le village de Villecerf de son site de Saint-Ange sur son versant ouest, brisant l'élégance et la profondeur de la vue. Le non-respect des règles d'attribution des permis de construire a laissé se créer une zone pavillonnaire ou encore d'habitat isolé, à l'intérieur du périmètre de protection du site classé (IRMH: Inventaire supplémentaire des Monuments historiques, classements de 1923 et 1951)[réf. nécessaire].

## Politique et administration

### Liste des maires
| Période                                  | Période             | Identité            | Étiquette | Qualité                                                                          |
| ---------------------------------------- | ------------------- | ------------------- | --------- | -------------------------------------------------------------------------------- |
| Les données manquantes sont à compléter. |                     |                     |           |                                                                                  |
| décembre 1947                            | 1953                | Thérèse de Roys     |           | Marquise de Roys                                                                 |
| mai 1953                                 | 1962                | Léon Charles        |           |                                                                                  |
| juin 1962                                | 1965                | Georges Henry       | CNIP      | Chef d'atelier aux usines Renault puis artisan                                   |
| mars 1965                                | 1966                | Pierre Cambournac   |           |                                                                                  |
| août 1966                                | mars 1977           | Jacques Delfortrie  |           | Médecin                                                                          |
| juin 1977                                | 10 mai 1979 (décès) | Michel Paepegaey    |           | Agriculteur                                                                      |
| juin 1979                                | 2007 (décès)        | Henri Paquet        |           | Professeur                                                                       |
| février 2007                             | 2014                | Marie-Claude Bonnet |           | Secrétaire                                                                       |
| mars 2014                                | En cours            | François Deysson    | S.E.      | Conseiller pédagogique en retraite Président des maires ruraux de Seine-et-Marne |

## Équipements et services

### Eau et assainissement
L’organisation de la distribution de l’eau potable, de la collecte et du traitement des eaux usées et pluviales relève des communes. La loi NOTRe de 2015 a accru le rôle des EPCI à fiscalité propre en leur transférant cette compétence. Ce transfert devait en principe être effectif au 1er janvier 2020, mais la loi Ferrand-Fesneau du 3 août 2018 a introduit la possibilité d’un report de ce transfert au 1er janvier 2026,.

#### Assainissement des eaux usées
En 2020, la gestion du service d'assainissement collectif de la commune de Villecerf est assurée par le SIDASS de Moret Seine et Loing pour la collecte, le transport et la dépollution. Ce service est géré en délégation par une entreprise privée, dont le contrat arrive à échéance le 31 décembre 2025,,.
L’assainissement non collectif (ANC) désigne les installations individuelles de traitement des eaux domestiques qui ne sont pas desservies par un réseau public de collecte des eaux usées et qui doivent en conséquence traiter elles-mêmes leurs eaux usées avant de les rejeter dans le milieu naturel. Le SIDASS de Moret Seine et Loing assure pour le compte de la commune le service public d'assainissement non collectif (SPANC), qui a pour mission de vérifier la bonne exécution des travaux de réalisation et de réhabilitation, ainsi que le bon fonctionnement et l’entretien des installations. Cette prestation est déléguée à une entreprise privée , dont le contrat arrive à échéance le 31 décembre 2025,.

#### Eau potable
En 2020, l'alimentation en eau potable est assurée par le SIDEP de la Vallée de l'Orvanne qui en a délégué la gestion à la SAUR, dont le contrat expire le 31 janvier 2030,,.
Les nappes de Beauce et du Champigny sont classées en zone de répartition des eaux (ZRE), signifiant un déséquilibre entre les besoins en eau et la ressource disponible. Le changement climatique est susceptible d’aggraver ce déséquilibre. Ainsi afin de renforcer la garantie d’une distribution d’une eau de qualité en permanence sur le territoire du département, le troisième Plan départemental de l’eau signé, le 3 octobre 2017, contient un plan d’actions afin d’assurer avec priorisation la sécurisation de l’alimentation en eau potable des Seine-et-Marnais. A cette fin a été préparé et publié en décembre 2020 un schéma départemental d’alimentation en eau potable de secours dans lequel huit secteurs prioritaires sont définis. La commune fait partie du secteur Bocage.

## Population et société

### Démographie
L'évolution du nombre d'habitants est connue à travers les recensements de la population effectués dans la commune depuis 1793. Pour les communes de moins de 10 000 habitants, une enquête de recensement portant sur toute la population est réalisée tous les cinq ans, les populations de référence des années intermédiaires étant quant à elles estimées par interpolation ou extrapolation. Pour la commune, le premier recensement exhaustif entrant dans le cadre du nouveau dispositif a été réalisé en 2006.

En 2022, la commune comptait 723 habitants, en évolution de +0,28 % par rapport à 2016 (Seine-et-Marne : +3,92 %, France hors Mayotte : +2,11 %).
| 1793 | 1800 | 1806 | 1821 | 1831 | 1836 | 1841 | 1846 | 1851 |
| ---- | ---- | ---- | ---- | ---- | ---- | ---- | ---- | ---- |
| 356  | 337  | 336  | 370  | 455  | 513  | 506  | 511  | 508  |

| 1856 | 1861 | 1866 | 1872 | 1876 | 1881 | 1886 | 1891 | 1896 |
| ---- | ---- | ---- | ---- | ---- | ---- | ---- | ---- | ---- |
| 514  | 514  | 503  | 505  | 512  | 517  | 520  | 474  | 452  |

| 1901 | 1906 | 1911 | 1921 | 1926 | 1931 | 1936 | 1946 | 1954 |
| ---- | ---- | ---- | ---- | ---- | ---- | ---- | ---- | ---- |
| 435  | 415  | 411  | 378  | 413  | 377  | 401  | 408  | 427  |

| 1962 | 1968 | 1975 | 1982 | 1990 | 1999 | 2006 | 2011 | 2016 |
| ---- | ---- | ---- | ---- | ---- | ---- | ---- | ---- | ---- |
| 413  | 362  | 511  | 603  | 746  | 738  | 801  | 704  | 721  |

| 2021 | 2022 | - | - | - | - | - | - | - |
| ---- | ---- | - | - | - | - | - | - | - |
| 722  | 723  | - | - | - | - | - | - | - |

## Économie

### Revenus de la population et fiscalité
En 2018, le nombre de ménages fiscaux de la commune était de 304, représentant 741 personnes et la  médiane du revenu disponible par unité de consommation  de 25 250 euros.

### Emploi
En 2017 , le nombre total d’emplois dans la zone était de 118, occupant 315 actifs  résidants.
Le taux d'activité de la population (actifs ayant un emploi) âgée de 15 à 64 ans s'élevait à 67,6 % contre un taux de chômage de 6,3 %. 
Les 26 % d’inactifs se répartissent de la façon suivante : 11,7 % d’étudiants et stagiaires non rémunérés, 9,3 % de retraités ou préretraités et 5 % pour les autres inactifs.

### Secteurs d'activité

#### Entreprises et commerces
En 2018, le nombre d'établissements actifs était de 48 dont 5 dans l’industrie manufacturière, industries extractives et autres, 7 dans la construction, 10 dans le commerce de gros et de détail, transports, hébergement et restauration,5 dans l’Information et communication, 1 dans les activités financières et d'assurance, 10 dans les activités spécialisées, scientifiques et techniques et activités de services administratifs et de soutien, 3 dans l’administration publique, enseignement, santé humaine et action sociale et 7  étaient relatifs aux autres activités de services.
En 2019, 3 entreprises ont été créées sur le territoire de la commune, dont 2 individuelles.
Au 1er janvier 2021, la commune ne disposait pas d’hôtel et de terrain de camping.
- Carrières, fabrication de fromage.

#### Agriculture
Villecerf est dans la petite région agricole dénommée la « Bocage gâtinais », à l'extrême sud du département. En 2010, l'orientation technico-économique de l'agriculture sur la commune est la culture de céréales et d'oléoprotéagineux (COP).
Si la productivité agricole de la Seine-et-Marne se situe dans le peloton de tête des départements français, le département enregistre un double phénomène de disparition des terres cultivables (près de 2 000 ha par an dans les années 1980, moins dans les années 2000) et de réduction d'environ 30 % du nombre d'agriculteurs dans les années 2010. Cette tendance se retrouve au niveau de la commune où le nombre d’exploitations est passé de 7 en 1988 à 5 en 2010. Parallèlement, la taille de ces exploitations augmente, passant de 52 ha en 1988 à 95 ha en 2010.
Le tableau ci-dessous présente les principales caractéristiques des exploitations agricoles de Villecerf, observées sur une période de 22 ans : 
|                                      | 1988 | 2000 | 2010 |
| ------------------------------------ | ---- | ---- | ---- |
| Dimension économique,                |      |      |      |
| Nombre d’exploitations (u)           | 7    | 5    | 5    |
| Travail (UTA)                        | 9    | 5    | 5    |
| Surface agricole utilisée (ha)       | 367  | 452  | 473  |
| Cultures                             |      |      |      |
| Terres labourables (ha)              | 346  | 451  | 471  |
| Céréales (ha)                        | 237  | 278  | 253  |
| dont blé tendre (ha)                 | 136  | 213  | 167  |
| dont maïs-grain et maïs-semence (ha) | 22   | s    | s    |
| Tournesol (ha)                       | 39   | s    | s    |
| Colza et navette (ha)                | 25   | s    | s    |
| Élevage                              |      |      |      |
| Cheptel (UGBTA)                      | 29   | 2    | 0    |

## Culture locale et patrimoine

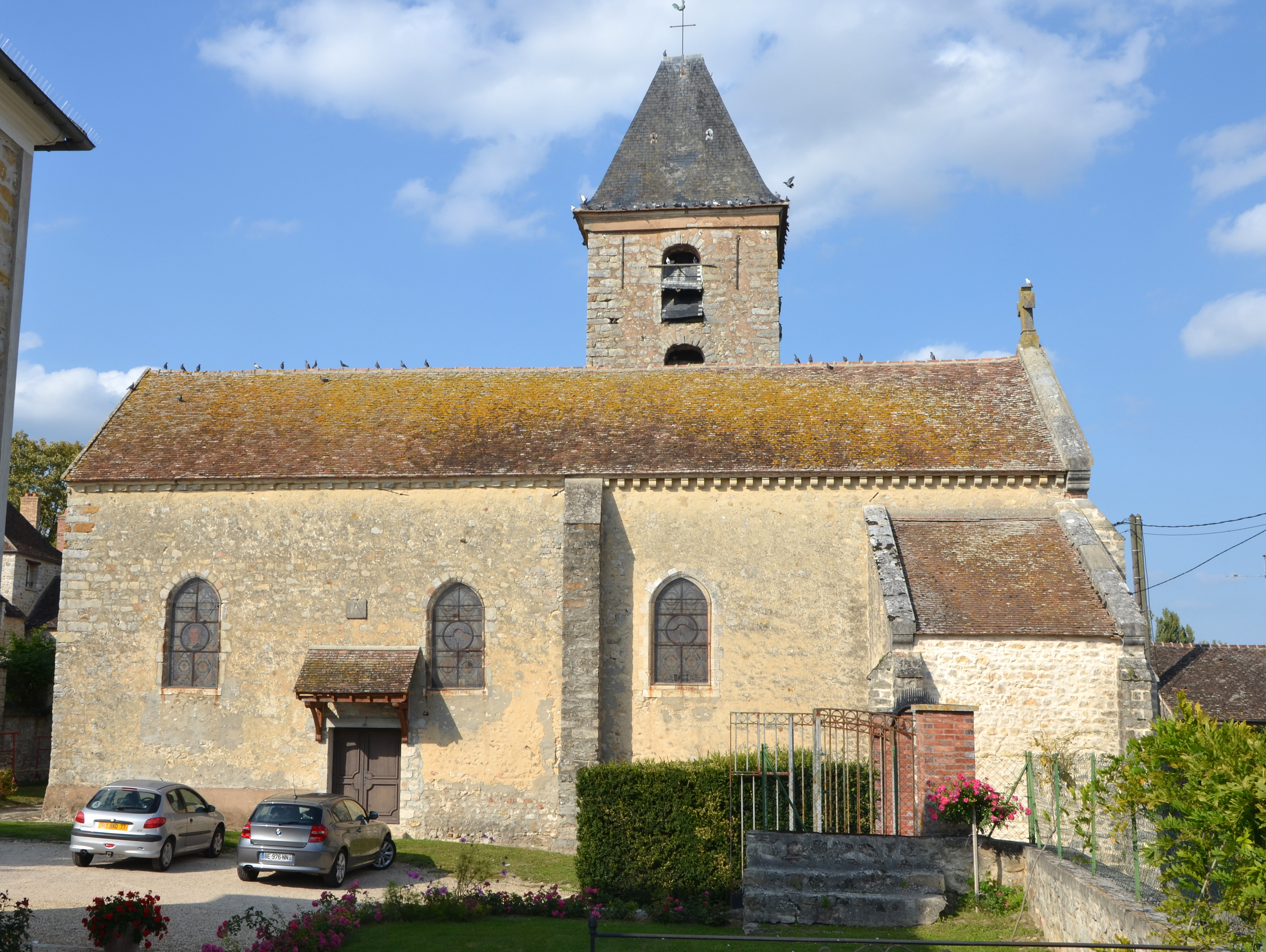
L'église Saint-Martin.

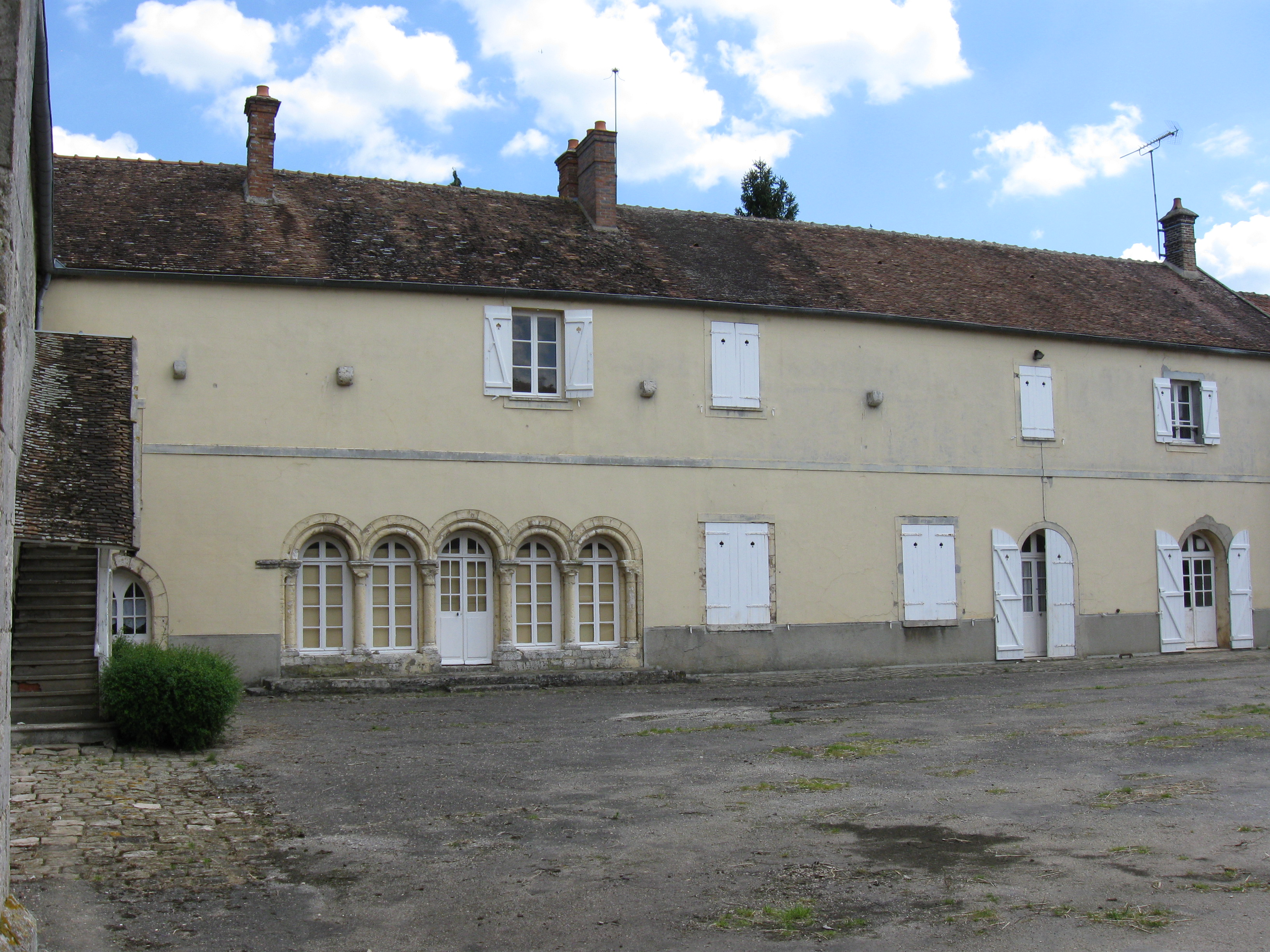
La ferme de Saint-Étienne de Trin, ancien prieuré Grandmontains.

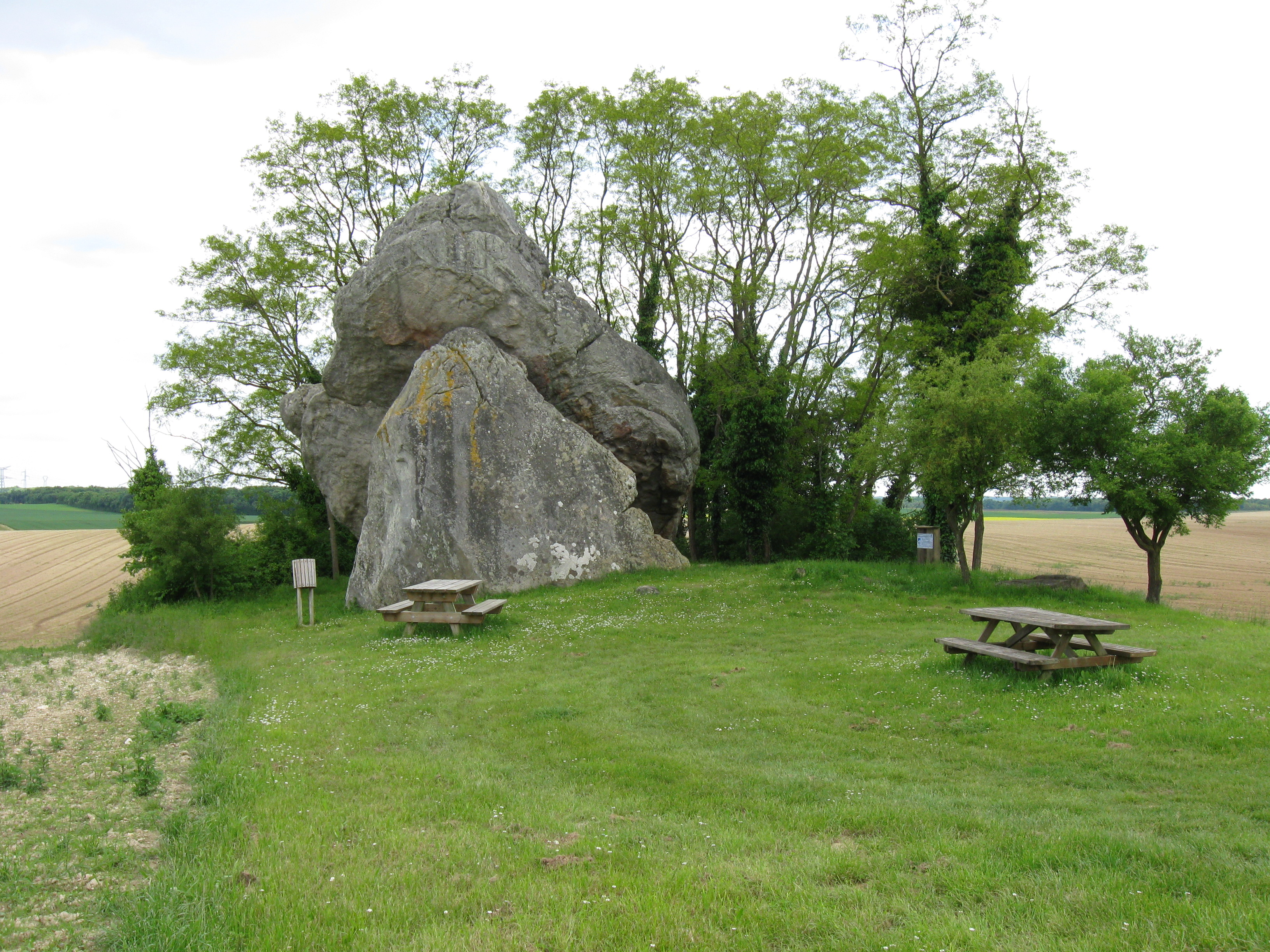
La Roche du Saut, deux blocs de grès équipés pour l'escalade.

### Lieux et monuments
- Église Saint-Martin (XIIe siècle)-(XVIe siècle)-(XIXe siècle).
- La ferme de l'ancien prieuré grandmontain de Trin (alias Train ou Trains),  Inscrite MH (1926, Bâtiments à l'entrée et à gauche de la cour)[66].
- Montagne du Trin (139 m, belvédère et vaste panorama), rives du Loing, vallée de l'Orvanne, site pittoresque aux abords de la vallée du Loing, où se trouvent les vestiges des anciennes routes gauloise et romaine, les  restes enfouis des anciennes forteresses féodales du château Dy, et du château de la Motte deux des cinq fiefs de la seigneurie de Villecerf.
- Les vestiges des fondations du château de Bézelet.[Où ?], [réf. nécessaire]
- Le château de Saint-Ange (XVIe siècle),  Inscrit MH (1926, 1951, inscription par arrêté du 14 avril 1926 ; Restes des motifs d'architecture et de sculpture (mur de soutènement avec vases, escaliers, canal et bassin) dans le parc : inscription par arrêté du 4 décembre 1951)[67].

### Personnalités liées à la commune
(août 2017).
Si vous disposez d'ouvrages ou d'articles de référence ou si vous connaissez des sites web de qualité traitant du thème abordé ici, merci de compléter l'article en donnant les références utiles à sa vérifiabilité et en les liant à la section « Notes et références ».
- Anne de Pisseleu (1508-1575), la duchesse d’Étampes, la bâtisseuse de Challeau-Saint-Ange à Villecerf.
- Anne de Boulogne, l'épouse de François Ier Le Charron, qui fait entrer Port-Royal Saint-Ange à Villecerf.
- Ennemonde Servien, l'épouse de François II le Charron, qui fait entrer la littérature et les salons parisiens à Villecerf.
- Louis Urbain Lefevre de Caumartin (1652-1720)  et son épouse Marie Jeanne Quentin de Richebourg (v. 1660-1709), qui possèdent le château de Saint-Ange, établissent des filles de la Charité, et soutiennent le jeune Voltaire.
- Virginie de Rennel, marquise de Roys c'est l'entrée de Saint-Ange dans la littérature moderne au tiers du XIXe siècle avec Honoré de Balzac.
- René de Roys (1898-1945) mort en déportation au camp de concentration d’Ellrich[68] et Thérèse de Roys (1907-1984)[69] ont reçu le titre de Juste parmi les nations en 1999. Une plaque en hommage au marquis de Roys et à son épouse a été apposée sur la place du village en 2012[70].
- Don Denis Martin, moine bénédictin, prieur de l'abbaye bénédictine de Toumliline au Maroc qui vint s'installer au monastère de Villecerf en 1968 lorsque Hassan II, roi du Maroc, a demandé aux moines de quitter la montagne pour s'installer en ville. Le père Denis a rejeté cette exigence et est venu à Villecerf avec une partie de ses moines ; les autres étant partis renforcer les effectifs des monastères de Bouaké (Côte d'Ivoire) et de Koubri (Burkina Faso ex-Haute-Volta). Le monastère de Toumliline ouvert en 1952 était un essaimage de l'abbaye d'En-Calcat près de Toulouse. Le père Denis est décédé à l'abbaye d'En-Calcat où il a été enterré. Plusieurs moines bénédictins ont été enterrés au cimetière de Villecerf.